# Agabus yakutiae
Agabus yakutiae là một loài bọ cánh cứng trong họ Bọ nước. Loài này được Nilsson & Larson miêu tả khoa học năm 1990.